# 雙列粗鱗鯒
雙列粗鱗鯒，為輻鰭魚綱鮋形目杜父魚亞目杜父魚科的其中一種，為深海魚類，分布於西北太平洋日本神奈川縣至高知縣海域，棲息深度300-450公尺，體長可達9公分，棲息在底層水域，生活習性不明。